# (2029) Binomi
(2029) Binomi es un asteroide que forma parte del cinturón de asteroides y fue descubierto por Paul Wild el 11 de septiembre de 1969 desde el Observatorio de Berna-Zimmerwald, Suiza.

## Designación y nombre
Binomi fue designado al principio como 1969 RB.
Más tarde se nombró por Binomi, mítico inventor de las fórmulas matemáticas.

## Características orbitales
Binomi orbita a una distancia media de 2,35 ua del Sol, pudiendo alejarse hasta 2,651 ua y acercarse hasta 2,048 ua. Su inclinación orbital es 5,587° y la excentricidad 0,1283. Emplea en completar una órbita alrededor del Sol 1316 días.